# Златко Кеслер
Златко Кеслер (Селенча, 17. март 1960) је српски стонотенисер и један од најуспешнијих параолимпијаца. Игра левом руком. Освојио је пет параолимпијских медаља, а био је и светски и европски шампион.
Активно се бавио десетак година стоним тенисом у Бачу. Од 1982. године је почео да игра фудбал, али већ у априлу 1983. одлазећи на утакмицу доживљава саобраћајну несрећу, након које остаје трајно везан за инвалидска колица, да би се 1985. године активирао као стонотенисер у инвалидским колицима.

## Награде

### Друге награде
- 2012: Награда Браћа Карић

- Профил Златка Кеслера на сајту Параолимпијског комитета Србије
- Профил Златка Кеслера на сајту ИТТФ Пара стоног тениса